# Hippodrome de Borde-Vieille
L'hippodrome de Borde-Vieille est un hippodrome français situé sur la commune de Beaumont-de-Lomagne dans le département de Tarn-et-Garonne

## Histoire
Le premier hippodrome de Beaumont-de-Lomagne (lieu-dit La Riverette) fut créé par le Baron Alphonse de Ruble de Gimat en 1875, et il fut transféré en 1925 sur le site actuel de Bordevieille. 
Les tribunes furent construites en 1925.

## Infrastructures
Il est constitué 
- d'une piste de plat en herbe (Corde à droite) d'une longueur de 1 050 m et largeur de 12 m (Cat.2B)
- d'une piste de trot sable rose d'une longueur de 1 114 m, et largeur 20 m (Cat.1) ; piste homologuée (avec départ à la volté et à l'autostart) longueur de la ligne d’arrivée : 250 m[2]

Longueur deux lignes droites de 400 m

## Manifestations
16 réunions/an, de Pâques à décembre dont : 
- Grand Prix du Sud-Ouest tous les 4 ans
- Prix de Grand Selve
- Grand National du trot tous les 4 ans
- Pari Mutuel